# Ragno d'Oro
Ragno d'Oro è una collana editoriale di fumetti pubblicata in Italia dalla Redazione Audace dal 1950 al 1951.

## Storia editoriale
La serie venne ideata per ripubblicare storie a fumetti già edite in altre collane della casa editrice (Il ladro di Bagdad, I conquistatori dello spazio, Occhio Cupo, Il giustiziere del West e Gli schiavi della Mezzaluna), tranne due eccezioni, Duello a Cactus City, di Gianluigi Bonelli e di Lino Brazzi, e La leggenda del 4 agosto, di Virgilio Muzzi.

## Elenco
|   | Titolo                      | Serie                        | Testi                               | Disegni                                              | Copertina          |
| - | --------------------------- | ---------------------------- | ----------------------------------- | ---------------------------------------------------- | ------------------ |
| 1 | Alì Khim Il ladro di Bagdad | Il ladro di Bagdad           | Gianluigi Bonelli                   | Raffaele Paparella                                   | Raffaele Paparella |
| 2 | La città di cristallo       | I conquistatori dello spazio | Gianluigi Bonelli                   | Raffaele Paparella                                   | Egidio Gherlizza   |
| 3 | Nel regno dell’orrore       |                              | Gianluigi Bonelli                   | Raffaele Paparella, Nico Lubatti                     | Mario Uggeri       |
| 4 | Il giuramento               | Occhio Cupo                  | Gianluigi Bonelli                   | Aurelio Galleppini                                   | Aurelio Galleppini |
| 5 | Il giustiziere              | Il giustiziere del West      | Gianluigi Bonelli - Franco Baglioni | Giorgio Scudellari, Arnaldo Monasterolo, G. Schipani | Aurelio Galleppini |
| 6 | La vendetta del rinnegato   | Gli schiavi della Mezzaluna  | Franco Baglioni                     | Aurelio Galleppini                                   | Aurelio Galleppini |
| 7 | La perla nera               |                              | Gianluigi Bonelli                   | Franco Caprioli                                      | Aurelio Galleppini |
| 8 | Il segreto della valle      |                              | Franco Baglioni                     | Aurelio Galleppini                                   | Aurelio Galleppini |